# 莱迪戈斯
莱迪戈斯，是西班牙卡斯蒂利亚-莱昂帕伦西亚省的一个市镇。 总面积28平方公里，总人口100人（2001年），人口密度4人/平方公里。